# Dreams (Jay $way, Grizz e Lil Tracy)
Dreams è un singolo del rapper statunitense Lil Tracy, pubblicato il 7 gennaio 2019

## Tracce
1. Dreams – 3:02